# Хор Баварского радио
Хор Баварского радио (нем. Chor des Bayerischen Rundfunks) — германский академический смешанный хоровой коллектив, радиоансамбль. Состоит из 48 певцов и певиц.

## История хора
Хор Баварского радио был основан 1 мая 1946 Робертом Зайлером.
- В 1950 задачи хора были расширены; основание симфонического оркестра
- 1951 — добавление музыкантов в хор, хор увеличивается с 28 до 48 музыкантов
- 1966 — хор выигрывает «Золотую пластинку»
- 1973 — хор выигрывает опять «Золотую пластинку»
- 1983 — у хора новый дирижёр сэр Колин Дэвис